# Kemlack
Kemlack war eine Gemeinde im ostpreußischen Kreis Rastenburg und bestand von 1928 bis 1945. Am 30. September 1928 entstand sie aus dem Zusammenschluss der Landgemeinde Klein Kemlack und dem zum Gutsbezirk Wehlack gehörenden Gut Groß Kemlack. Nach 1945 wurden die ehemaligen beiden Ortschaften wieder verselbständigt und gehören als Kiemławki Małe und Kiemławki Wielkie nun zur polnischen Gmina Barciany (deutsch Barten) im Powiat Kętrzyński innerhalb der Woiwodschaft Ermland-Masuren.